# August von Pückler
Karl Heinrich Georg August comte von Pückler (né le 25 juillet 1864 à Schönfeld, arrondissement de Schweidnitz, province de Silésie et mort le 6 mars 1937 à Branitz) sur Branitz et Groß Döbbern est un fonctionnaire prussien. En tant que président du district, il dirige le district d'Erfurt de 1918 à 1920.

## Biographie
Ses parents sont Heinrich von Pückler (de) auf Branitz (1835-1897) et Louise Marie Henriette de Constant-Rebecque (née le 3 mars 1835 et morte le 21 décembre 1921). La mère est propriétaire du château de Mézery en Suisse.
Le comte von Pückler étudie au lycée de Cottbus, à l'école de l'abbaye d'Ilfeld et avec tous ses frères à l'académie de chevalerie de Brandebourg. Il étudie aux universités de Bonn et de Berlin et devient membre du Corps Borussia Bonn en 1885.
En 1897, August hérite de son père décédé cette année-là le manoir de Kahren avec ses fermes Karlshof et Nutzberg dans l'arrondissement de Cottbus (de). En 1902, il se marie avec Elise Anna Theodora, comtesse de Limbourg-Stirum (1867-1953), fille du comte Friedrich zu Limburg-Stirum, à Groß Peterwitz. Ensemble, ils ont cinq enfants : Henriette (1902-1994), August Sylvius (1903-1986), Adrian (1905-1945), Carl (1906-1941) et Heinrich (1912-1942).
August von Pückler est administrateur de l'arrondissement d'Hirschberg-des-Monts-des-Géants et plus tard conseiller présidentiel prussien à Posen. Le 15 avril 1918, il succède à Carl von Fidler comme président du district d'Erfurt. Le 18 mai 1920, il est temporairement mis à la retraite et Fritz Tiedemann (de) est nommé comme son successeur Depuis, il vit comme seigneur à Branitz. Peu avant la grande crise économique des années 1929/1930, Branitz comprend 712 hectares et le manoir de Kahren 689 hectares.
August comte Pückler est chevalier légal de l'Ordre de Saint-Jean, puis trésorier de l'ordre et commandant honoraire de la coopérative provinciale de Silésie de l'Ordre. Il y trouve un soutien influent auprès de Jenö von Egan-Krieger (de) et du commandant honoraire August von Cramon.